# Benjamin (Utah)
Pour les articles homonymes, voir Benjamin.
Benjamin est une census-designated place située dans le comté d'Utah, dans l’État de l’Utah, aux États-Unis. Sa population s’élevait à 1 145 habitants lors du recensement de 2010. 

## Source
- (en) Cet article est partiellement ou en totalité issu de l’article de Wikipédia en anglais intitulé « Benjamin, Utah » (voir la liste des auteurs).